# (26878) 1994 EY6
1994 إي واي 6 (ويعرف أيضًا باسم (26878) 1994 إي واي 6 وفق تسمية الكوكب الصغير) (بالإنجليزية: 1994 EY6)‏ هو كويكب ضمن حزام الكويكبات؛ وترتيبه 26878 من حيث الاكتشاف.
اكتُشف هذا الجُرم الفلكي بواسطة إيريك والتر إلست في 9 مارس 1994.

## وصلات خارجية
- (26878) 1994 EY6 في قاعدة بيانات مختبر الدفع النفاث لأجرام النظام الشمسي الصغيرة

- الاكتشاف · مخطط المدار ·  العناصر المدارية · المعلمات المادية

- (26878) 1994 EY6 على موقع ويكي سكاي: DSS2, SDSS, GALEX, IRAS, Hydrogen α, X-Ray, Astrophoto, Sky Map, Articles and images